# Dzsajadéva
Dzsajadéva (Jayadeva), szanszkrit nyelven alkotó költő i. sz. 1200 körül élt, hindu brahmin családból származott. Legismertebb műve a Gíta Govinda eposz, amely a Visnu-avatár Krisna isteni szerelmét meséli el hitvese, Rádha iránt. A mű nagy jelentőségű a hinduizmus bhakti tradíciójának fejlődése szempontjából is.

## Életrajz
Dzsajadéva Kenduliszaszanban (akkoriban Kenduvilva) született, 1170 környékén, a Pracsi völgyben, az Oriszai templomváros, Puri közelében. Dzsajadéva születésének idején Oriszában a keleti Ganga-dinasztiából származó király Csodaganga Déva uralkodott. Ő és fia, Rághava uralkodása alatt komponálta a költő a Gíta Govinda szanszkrit nyelven írt eposzt. Csodaganga Déva eredetileg a hinduizmus saiva ágának pártfogója volt, de Puri környékének odaadása Krisna iránt erősen befolyásolta, ezért Krisna hívő vaisnavává vált.
A költő szülei Bodzsadéva és Rámadévi. Templomi feliratokról ma már ismert, hogy Dzsajadéva Kurmapataka nevű helységben tanult szanszkrit költészetet. Később feleségül vette Padmavatit, aki a templomi feliratok szerint templomi táncos, dévadászi volt.
Pracsi völgy régóta hódolt Mádhavának, más néven Krisnának. Dzsajadéva idejében a helyet a vaisnava brahminok által uralt vallásos kegyhelyként ismerték. Kenduliszaszan még ma is tele van Mádhava képekkel. Kétségtelen, hogy a nagy költőt befolyásolta a környezet szellemisége, amikor megírta nagy eposzát, a Gíta Govindát.

## Történelmi feljegyzések Dzsajadéva életéből

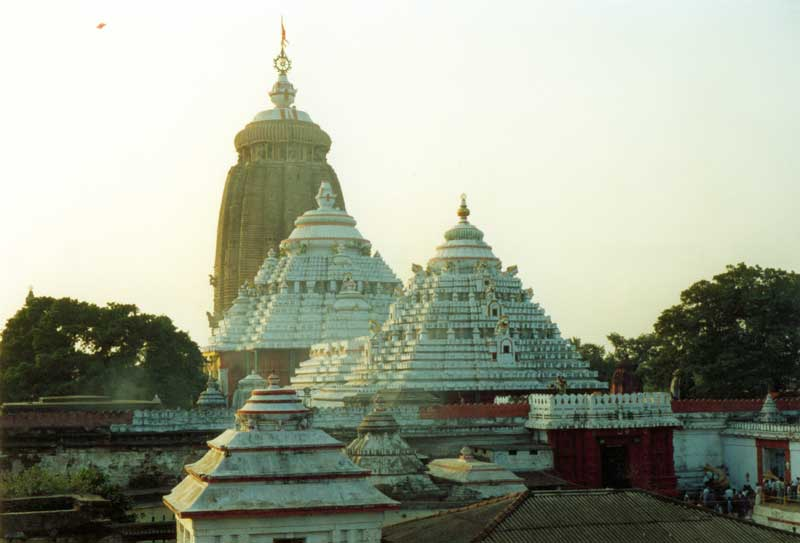
A Dzsagannáth templom ma

A Lingarádzsa-templomban, az újabban felfedezett Mádhukésvar-templomban és a Szimhacsal-templomban felfedezett feliratok alapján, amelyeket Dr. Szatjanarajan Rádzsaguru olvasott és értelmezett, rápillanthatunk Dzsajadéva korai életére. Ezek a feliratok leírják, hogy Dzsajadéva tagja volt a kurmapatakai iskola tanári karának. A kendulszaszani gyermekkori oktatás után Kurmapatakában tanult, tapasztalatokat szerzett a versek írásában, a zenében és táncban.
A legkorábbi említés Dzsajadéváról, Oriszán kívüli területről, Csand Baradái-től a Prithviradzs tartománybeli csauhani udvari költőtől származik. A következő, legkorábbi Oriszán kívüli utalás Rádzsa Szarangadév i. sz. 1201-ből származó felirata. Ezekből a nyilvántartásokból megállapítható, hogy a Gíta Govinda akkoriban már egész Indiában népszerű lett, talán azért, mert rendszeresen szerepelt a Puri beli Dzsagannáth templomban.
Néhány további részlet Dzsajadéváról megtalálható egy oriszai vaisnava költő, Madhava Patnaik egy könyvében, aki egyidőben élt Csaitanjával a tizenötödik században. Madhava Patnaik könyve tiszta képet ad Csaitanja látogatásáról Puriban. Megemlíti, hogy Csaitanja látogatást tett Kenduliszaszanban, közel Purihoz, hogy kifejezze hódolatát Dzsajadéva előtt, és felolvasott részleteket a Gíta Govindából. A könyv megemlíti, hogy valóban Kenduliszaszanban született a költő. Madhava Patnaik könyve beszámol Dzsajadéva korai életéről, ahogy a Puri környéki legendákban hallotta. Ezek szerint Dzsajadéva már kora gyermekkorában kiválóan ismerte a hinduizmus szent könyveit, a sásztrákat és a Puránákat.

## Vallásos művei

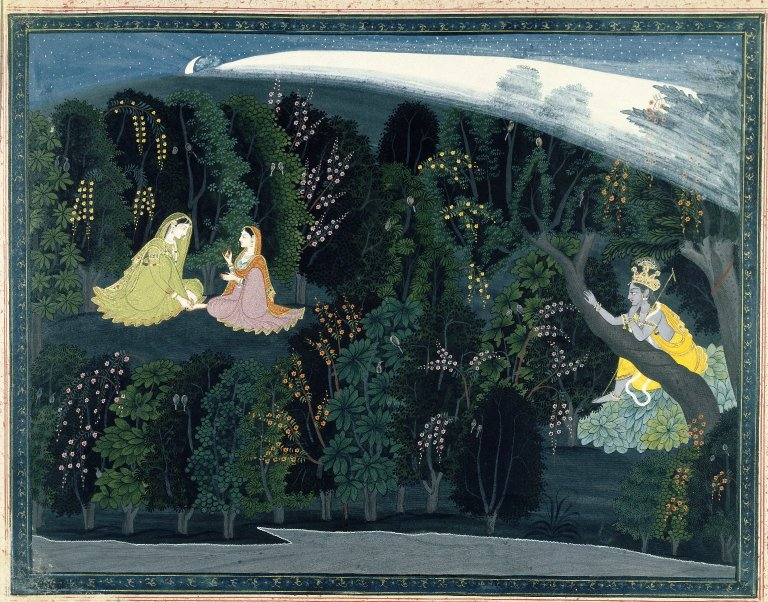
Krisna és Rádha

Dasavatára
Dzsajadéva munkáiban népszererűsítette a dasavatára tanát (Visnu tíz avatárája), Dasakritikrite című munkájában ezt dolgozza fel. A Gíta Govinda is a dasavatára történettel kezdődik. A költő dasavatára változatában Buddha, mint Visnu egy megtestesülése szerepel, míg Krisna nem, mert Krisna a forrása minden avatárjának. A szöveg így mondja: "Krisna, aki formájában jelenik meg az Úr Buddha", azaz Krisna a forrása vagy megtestesülése Buddhának.
Himnuszok a szikh vallás szent könyvébe
Két himnuszt komponált Dzsajadéva, amelyek bekerültek a szikh vallás szent könyvébe, az Ádi Granthba. Bár nem világos, hogy ezek a középkori énekek hogyan találtak utat a szikh valláshoz, de vannak feljegyzések, mely szerint Dzsajadéva munkája mély hatással volt Nának gurura Puriban tett látogatása során.
Gíta Govinda
A mű Krisna és Rádha szerelméről szól. Nagy jelentőségű a hinduizmus bhakti tradíciójának fejlődése szempontjából is. A Gíta Govindát több nyelvre is lefordították világszerte, és úgy vélik, hogy az egyik legjobb példa a szanszkrit nyelvű tradicionális költészetre. A mű magyar fordítása Weöres Sándor munkája.

## Magyarul
- Dzsajadéva: Gíta Govinda. Pásztorének; nyersford. Vekerdi József, ford. Weöres Sándor; Magvető, Bp., 1982

## Fordítás
- Ez a szócikk részben vagy egészben  a   Jayadeva című angol Wikipédia-szócikk ezen változatának fordításán alapul.  Az eredeti cikk szerkesztőit annak laptörténete sorolja fel. Ez a jelzés csupán a megfogalmazás eredetét és a szerzői jogokat jelzi, nem szolgál a cikkben szereplő információk forrásmegjelöléseként.

## További Információk
- Somi Anna: India táncai (magyar nyelven). [2016. március 4-i dátummal az eredetiből archiválva]. (Hozzáférés: 2012. szeptember 29.)
- Terebess Ázsia Lexikon: szikhizmus (magyar nyelven) (html). (Hozzáférés: 2012. szeptember 29.)
- Slóka málá: Az isteni pár Rádhá és Mádhava nyolc neve (magyar nyelven). (Hozzáférés: 2012. szeptember 29.)
- Slóka málá: névmagyarázatok - Mádhava (magyar nyelven) (html). (Hozzáférés: 2012. szeptember 29.)
- JÉ! India: Dzsajadéva és a Gítagóvinda (magyar nyelven). [2011. március 2-i dátummal az eredetiből archiválva]. (Hozzáférés: 2012. szeptember 29.)